# Josef Mai
Josef Mai (ur. 3 marca 1887 w Ottorowie, zm. 18 stycznia 1982) – as lotnictwa niemieckiego Luftstreitkräfte z 30 potwierdzonymi oraz 15 niepotwierdzonymi zwycięstwami w I wojnie światowej. 

## Informacje ogólne
Josef Mai został przeniesiony do lotnictwa w maju 1915 roku. Licencję pilota otrzymał po przejściu szkolenia w dniu 28 lipca 1916 roku. Pierwszym jego przydziałem była Kampfstaffel 29 należąca do Kampfgeschwader der Obersten Heeresleitung 5. Jednostka była przydzielona do Fliegerersatz Abteilung Nr. 6 w Großenhain w Saksonii. W Kasta 29 Josef Mai latał jako pilot samolotu rozpoznawczego. Po przejściu szkolenia myśliwskiego został przeniesiony do eskadry myśliwskiej Jagdstaffel 5 w marcu 1917 roku. W jednostce stał się jednym z trzech czołowych asów obok Fritza Rumeya i Ottona Konnecke. Pierwsze z 30 potwierdzonych zwycięstw odniósł 20 sierpnia 1917 roku.  1 września 1918 roku został promowany na podporucznika i nominowany do najwyższego odznaczenia wojennego Cesarstwa Niemieckiego Pour le Mérite. Orderu jednak nie otrzymał z powodu wcześniejszej abdykacji cesarza.
Ofiarami Josefa Mai było czterech asów myśliwskich  Imperium Brytyjskiego: Maurice Newnham, Charles Robson, Herbert Sellars oraz Nicholson Boulton.
Josef Mai latał na samolotach Albatros D.V, Fokker Dr.I oraz ostatnie 15 na Fokker D.VIII w biało czarne pasy.

## Odznaczenia
- Krzyż Żelazny I Klasy
- Krzyż Żelazny II Klasy